# Microtus guatemalensis
El metorito o ratón de Guatemala (Microtus guatemalensis) es un mamífero roedor de la familia de los múridos que habita en Guatemala y México.
Los individuos adultos miden en promedio de 14 a 16 cm. De cola y orejas cortas y color pardo oscuro, se distingue de otros miembros de su género únicamente por características dentarias.
Se sabe poco de sus hábitos. Habita en regiones frías de montaña con vegetación de coníferas, entre 2 500 y 3 200 m snm. Se refugia entre la hojarasca. Por lo restringido de su distribución y los escasos registros, la Unión Internacional para la Conservación de la Naturaleza la ubica como una especie medianamente amenazada.